# 矢掛神社
矢掛神社（やかげじんじゃ、英語: yakage shrine）は、岡山県小田郡矢掛町にある神社。

## 名称
通称は「丑寅様（うしとらさま）」。元々は「丑虎大明神」と称した（文献・典拠要検証）。

## 縁起・伝承
「吉備津彦命外３柱を祀る」とある。諸説に、この「３柱」について、吉備国の桃太郎伝説で桃太郎に従属した動物（眷属）の犬、猿、雉子は、吉備津彦命の家臣であったとされる「留玉臣（とめたまおみ）」、「楽々森彦（ささもりひこ）」、「犬飼健（いぬかいたける）」の３家臣であったとする（要検証）。創建は大化元（645）年（文献・典拠要検証）。天正３（1575）年に穂田（穂井田）実近（毛利氏）が猿掛城へ登城した際、矢掛神社の大修理を行ったとある。慶安（1648年 - 1652年）年間に火災により焼失、同慶安３年に再建。大正元年に鵜江神社を合祀し現在の「矢掛神社」の名に改称。「神門」は文化14年（1817）の建立。